# Prowincja Satun
Satun (taj. สตูล) – jedna z prowincji (changwat) Tajlandii nad Morzem Andamańskim na półwyspie malajskim. Sąsiaduje z prowincjami Trang, Phatthalung i Songkhla oraz z malajską prowincją Perlis.
Nazwa Satun w języku tajskim wzięła się od słowa Setul (pochodzenia malajskiego) i oznacza „drzewo mangostanu”.